# Psyche (Möbel)

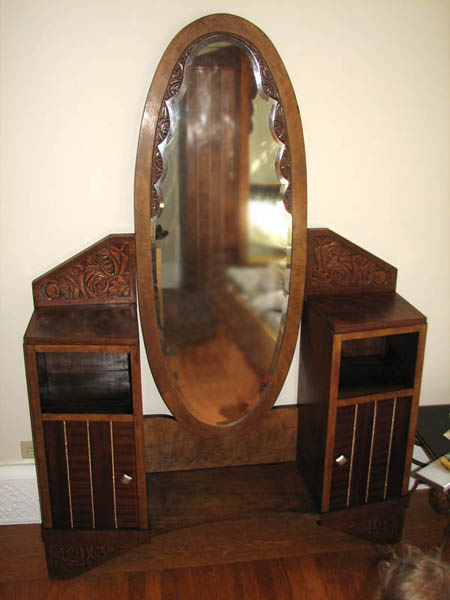
Psyche des Art déco aus den 1930er-Jahren

Das Möbelstück Psyche wird im Damen Conversations Lexikon von 1838 als Ankleidespiegel bezeichnet, der sich im Ankleidezimmer befand.

## Beschaffenheit
Die Psyche ist ein Möbel, das im Stilzeitalter des Empire (1800–1830) aufkam. Es handelte sich in der frühen Form um große, aufwändige Standspiegel, die um eine mittlere Achse schwenkbar, in einem Rahmengestell mit beidseitigen Säulen aufgehängt waren. "Man belegte sie mit einem französischen Modeausdruck des frühen Empire und nannte sie 'Psychen', nach der Personifikation der Seele. In Deutschland gebräuchlicher waren kleine Versionen dieses Typs, die, über einem Sockelkasten mit Schublade montiert, auf den Tisch gestellt werden konnten."
Später wurden kleine Unterschränke mit Schubladen bzw. Türen hinzugefügt. Die Psyche erfreute sich besonders in den 1940er- und 1950er-Jahren großer Beliebtheit.